# Letitia Vriesde
Letitia Vriesde (Paramaribo, 5. listopada 1964.), bivša surinamska atletičarka natjecala se većinom u disciplinama 800 i 1500 metara.
Ona je prva sportašica iz Surinama koja se natjecala na pet Olimpijskih igara. Vriesde drži južnoameričke rekorde na 800 m, 1000 m,  1500 m (unutra i vani), te također na 3000 m u zatvorenom prostoru. Na olimpijskim igrama 2004. u Ateni i 2008. u Pekingu nosila je surinamsku zastavu na ceremoniji otvaranja igara. Nikada nije uspila ući u olimpijsko finale u Barceloni je u svojoj polufinalnoj skupini bila peta, a samo su četiri atletičarke išle u finale, da se u finale išlo po vremenu bila bi peta, jer je imala bolje vrijeme od prvoplasirane atletičarke iz druge kvalifikacijske skupine. 
Na Svjetskom prvenstvu u atletici u Göteborg 1995. osvojila je srebrenu medalju, a na prvenstvu u Edmonton 2001. brončanu. Obadvije medalje su osvojene u disciplini 800 metara. Ima dva zlata s Panameričkih igara i jednu brončanu medalju. Na Srednjoameričkim i karibskim igrama osvojila je pet zlata i jedno srebro, prvakinja je Južne Amerike iz 2001. godine na 1500 metara.
Oduzeta joj je zlatna medalja s Panameričkih igara 2003. godine zbog dopinga.

## Osobni rekordi
- 400 m 52,01 (1997.)
- 800 m 1:56,68 (1995.)
- 1000 m 2:32,25 (1991.)
- 1500 m 4:05,67 (1991.)
- milja 4:30,45 (1992.)
- 3000 m 9:15,64 (1991.)

## Vanjske poveznice
- IAAF-ov profil